# Michelle Rossignol
Pour les articles homonymes, voir Rossignol (homonymie).
Michelle Rossignol (née Marie Louise Andrée Michelle Rossignol à Montréal (Québec) le 4 février 1940 et morte à Montréal (Québec) le 18 mai 2020) est une actrice québécoise.

## Biographie
Michelle Rossignol est née dans la paroisse St-Ambroise, dans le quartier de la Petite-Patrie à Montréal. Elle est la fille de Arenzo Rossignol et de Rolande Major.  
Michelle Rossignol est formée à l'École de Théâtre du Nouveau Monde. Comédienne au théâtre, mais aussi au cinéma et à la télévision, elle participe à 56 pièces de théâtre, 51 émissions de télévision et 16 films ; elle est metteure en scène de 12 pièces de théâtre.  
De 1971 à 1980, elle est adjointe à la direction de la section interprétation de l'École nationale de théâtre du Canada. Elle devient directrice de la section interprétation et écriture en 1980, poste qu'elle occupe jusqu'en 1986.
Michelle Rossignol est à la direction générale et artistique du Théâtre d'Aujourd’hui de 1988 à 1998, après deux années comme cheffe du service du théâtre au Conseil des arts du Canada. Elle appartient à l’univers polyvalent de la gestion d’une entreprise culturelle et de la créativité débordante en tant que comédienne et metteure en scène. On soulignera sa volonté de fer à soutenir le théâtre de création en lui donnant des espaces adéquats – déménagement et agrandissement de l’ancien Théâtre d’Aujourd’hui . 
Le théâtre de création est son théâtre de prédilection, avec des auteurs tels Claude Gauvreau pour Les Oranges sont vertes, Marcel Dubé pour Les Beaux dimanches, Michel Tremblay pour Sainte Carmen de la Main et Les Belles-sœurs, Victor-Lévy Beaulieu pour Sophie et Léon, de nombreuses pièces de Jean-Claude Germain dont Dédé Mesure, mais également de Antonine Maillet pour Maria Agélas, de Michel Garneau pour Émélie ne sera plus jamais cueillie par l’anémone et de Normand Chaurette pour Les Reines en 1990 ; de Pan Bouyoucas pour Le Cerf-volant en 1994, de Denise Boucher pour Les Divines en 1996 et de Carole Fréchette en 1998 pour La Peau d’Élisa au Théâtre d’Aujourd’hui. 
Michelle Rossignol interprète également du théâtre de répertoire ; de Racine et Claudel à Genet et Tchechov, elle a foulé les planches de toutes les scènes montréalaises. Elle signe aussi la mise en scène de plus d’une dizaine de spectacles dont notamment la création de la Saga des poules mouillées de Jovette Marchessault. Elle connaît une grande popularité pour ses rôles à la télévision, entre autres Le Survenant, Des dames de cœur, Les Filles d'Ève et Un signe de feu, et fait partie d’innombrables émissions radiophoniques. Elle rafle le prix Marie-Victorin décerné par la SSJB ; elle reçoit le titre d’officière de l'Ordre du Canada pour son engagement multiple au sein du milieu culturel et le trophée des Coopérants pour le secteur de la culture dans le cadre de son programme Chapeau bas aux Québécoises ainsi qu’en 1992, le prix Gascon-Thomas de l’École nationale de théâtre du Canada en reconnaissance de sa contribution exceptionnelle au théâtre canadien.  
Elle est animatrice de série d’entretiens à la chaîne culturelle de Radio-Canada FM : Gisèle Schmidt et Charlotte Boisjoli en 1995-96 et une autre série avec André Brassard en 1997.
En plus de participer à de nombreux jurys, elle est membre de la Commission internationale du Théâtre de langue française comme représentante du gouvernement canadien ainsi que coprésidente du Groupe d’études sur la formation professionnelle dans le secteur culturel au Canada. De 1995 à 1998, elle est la représentante du milieu des arts et de la culture au Conseil régional du développement de Montréal.  
Un an après son décès, son conjoint Jacques Desmarais octroie un don de 1,4 million de dollars au Centre du Théâtre d'Aujourd'hui, et annonce, en collaboration avec l'institution, la création du Fonds de dotation Michelle-Rossignol du Centre du Théâtre d'Aujourd'hui, dont les revenus soutiendront des projets artistiques,. La salle principale du Centre du Théâtre d'Aujourd'hui est nommée Salle Michelle Rossignol. 

## Filmographie

### Cinéma
- 1965 : Instant French", David Bairstow
- 1967 : Gros-Morne, Jacques Giraldeau
- 1968 : Poussière sur la ville, Arthur Lamothe
- 1971 : La Nuit de la poésie 27 mars 1970, Jean-Claude Labrecque
- 1972 : Françoise Durocher, waitress, André Brassard
- 1973 : La Conquête, Jacques Gagné
- 1974 : '"Il était une fois dans l'Est", André Brassard
- 1975 : La fleur aux dents, Thomas Vamos
- 1976 : Parlez-nous d'amour, Jean-Claude Lord
- 1978 : Angela, Boris Sagal
- 1980 : Cordélia", Jean Beaudin
- 1980 : Suzanne, Robin Spry
- 1982 : La Quarantaine, Anne-Claire Poirier
- 1989 : '"Les Trois Montréal de Michel Tremblay", Michel Moreau
- 2002 : Au fil de l'eau, Jeannine Gagné
- 2007 :  "Toi", François Delisle
- 2010 :  Deux fois une femme, François Delisle

### Télévision
- 1956 : "Mon neveu, Napoleone", Paul Alain, Théâtre populaire, Radio-Canada
- 1956 : "Miracle sur la montagne, Ferec Molnar, Théâtre populaire, Radio-Canada
- 1956 : "L'École des parents", Radio-Canada
- 1956 : "Voir et entendre - Le Visiteur peut attendre", Paul Alain et Marie-Claude Finnozzi, Radio-Canada
- 1957 : "La justice peut attendre", Jeffrey Dell, Radio-Canada
- 1956-57 : "Le Survenant", Germaine Guévremont, Radio-Canada
- 1957 : "Profil d'adolescents", Pauline Lamy et Jean-Pierre Senécal, Radio-Canada
- 1957 : "Carrefour", Jean-Marie Laporte, Radio-Canada
- 1957 : "Un simple soldat", Marcel Dubé, Radio-Canada
- 1957-58 : "Opération mystère", Léo Darwine et Paul Legault, Radio-Canada
- 1957-58 : "AU chenal du moine", Germaine Guévremont, Radio-Canada
- 1958 : "Le sang retombera", C.-W. McGibbon et Phed Vosniascos, Radio-Canada
- 1958 : "Le Trèfle à quatre feuilles", Alec Pelletier, Radio-Canada
- 1958-59 : "Marie-Didace", Germaine Guévremont, Radio-Canada
- 1958-60 : "Le Grand Duc", Radio-Canada
- 1960 : "Affaires de famille - Le Visiteur", Marcel Dubé, Radio-Canada
- 1962 : "La crue", Claire Tourigny, Radio-Canada
- 1962 : "Ô voyageurs", Georges Dor, Marcel Dubé et Gérard Robert, Radio-Canada
- 1962-63 : "Marcus", Bernard Letremble, Radio-Canada
- 1962-69 : "Les visages de l'amour", Charlotte Savary, Radio-Canada
- 1963 : "La Maison de Bernarda Alba", Federico Garcia Lorca, Radio-Canada
- 1963-64 : "Filles d'Ève", Louis Morisset, Radio-Canada
- 1964 : "Gala des jeunes auteurs", Pierre Monette, Radio-Canada
- 1964-65 : "La boîte à surprise", Radio-Canada
- 1964-66 : "Ti-Jean Caribou", Guy Fournier, Radio-Canada
- 1965 : "La reine morte", Henry de Montherlant, Radio-Canada
- 1965 : "Le marin d'Athènes", Réal Benoît, Radio-Canada
- 1966 : "Cent millions de jeunes - Amooor", Claude Fournier, Radio-Canada
- 1966 : "Vous baissez, M. Farenheit", Raymond-Marie Léger et Gilles Sainte-Marie, Radio-Canada
- 1966 : " Au dessus de tout", Paul Chamberland, Radio-Canada
- 1966 : "Vivre - Le suicide", Eugène Cloutier, Radio-Canada
- 1969 : "La dame de la mer", henrik Ibsen, Radio-Canada
- 1970 : "Langue vivante - Le Voyage de noces", Jovette Bernier, Radio-Canada
- 1970 : "Caroline a disparu", Jean Valmy et Anmdré Haguet, Radio-Canada
- 1971 : "Le Lafontaine", Charlotte Savary, Radio-Canada
- 1971 : "Le français d'aujourd'hui - Elle n'arrive pas à se marier", Jovette Bernier, Radio-Canada
- 1971-72 : "La Feuille d'érable", André-Paul Antoine, Radio-Canada
- 1972 : "La Demoiselle d'Avignon", France Télévision
- 1975 : "Vivre en prison", Radio-Canada
- 1978 : "La Mémoire cassée", Radio-Canada
- 1979 : "Bolivar et le congrès de Panama", France Télévision
- 1980 : "Sainte Carmen de la Main", Télé-Québec
- 1986 - 1989 : "Des dames de cœur", Radio-Canada
- 1989 - 1991 : "Un signe de feu", Radio-Canada

## Théâtre
- 1957 : Ankrania, Michèle Lalonde, Festival national d'art dramatique
- 1957 : Quand la moisson sera courbée, Roger Sinclair, Festival national d'art dramatique
- 1957 : Les Bonnes, Jean Genet, Théâtre de dix heures
- 1957 : Dona Rosita, Federico García Lorca, Théâtre du Rideau Vert
- 1958 : Un simple soldat, Marcel Dubé, Comédie canadienne
- 1959 : La Fontaine aux saints, John Millington Synge, Les Comédiens du Sabre de Bois
- 1959 : Le Ménage de Caroline, Michel de Ghelderode, Studio des Champs-Élisées
- 1960 : La Première Famille, Jules Supervielle, Compagnie Jacques Tourane
- 1960 : Richard III, William Shakespeare, Théâtre de Carouge (Genève)
- 1961 : La Pensée, Leonid Andreïev, Compagnie Laurent Terzieff (Paris)
- 1962 : Deidre, William Butler Yeats, Théâtre de l'Alliance française
- 1962 : Fin de partie, Samuel Beckett, l'Égrégore
- 1962 : Naïves hirondelles, Roland Dubillard, l'Égrégore
- 1963 : Le Pain dur, Paul Claudel, Théâtre du Nouveau Monde
- 1963 : Les Mal-aimés,  François Mauriac, Théâtre du Nouveau Monde
- 1964 : Iphigénie, Jean Racine, Nouvelle Compagnie Théâtrale
- 1965 : La Dalle des morts, Félix-Antoine Savard, Théâtre du Nouveau Monde
- 1965 : Les Beaux Dimanches, Marcel Dubé, Comédie canadienne
- 1966 : Jeanne et les juges, Thierry Maulnier, Nouvelle Compagnie Théâtrale
- 1966 : Love, Murray Schisgal, Théâtre de Quat'sous
- 1967 : Anatole, Arthur Schnitzler, Théâtre du Nouveau Monde
- 1968 : Les Dactylos et le tigre, Murray Schisgal, Théâtre du Nouveau Monde
- 1971 : Les Belles-Sœurs, Michel Tremblay Théâtre du Rideau Vert
- 1972 : Le Roi des mises à bas prix, Jean-Claude Germain, Théâtre du Même Nom
- 1972 : Dédé mesure, Jean-Claude Germain, Théâtre d'Aujourd'hui
- 1972 : La Note de service, Václav Havel, Théâtre du Nouveau Monde
- 1972 : Les oranges sont vertes, Claude Gauvreau, Théâtre du Nouveau Monde
- 1972-73 : La Charlotte électrique, Jean-Claude Germain, Les P'tits Enfants Laliberté
- 1973 : L'Affront commun, Jean-Claude Germain, Théâtre d'Aujourd'hui
- 1973 : La Mégère apprivoisée, William Shakespeare, Théâtre du Trident
- 1974 : Quatre à quatre, Michel Garneau, Théâtre de Quat'sous
- 1974 : Mariaagélas, Antonine Maillet, Théâtre du Rideau Vert
- 1974 : La Fausse Suivante, Centre national des arts
- 1975 : La Gloire des filles à Magloire, André Ricard, Théâtre du Trident
- 1975 : L'Autre Don Juan, Eduardo Manet, Théâtre du Rideau Vert
- 1975 : Le Bonhomme Sept-Heures, Michel Garneau
- 1976 : La tour Eiffel qui tue, Guillaume Hanoteau, Théâtre de Quat'Sous
- 1976 : Sainte Carmen de la Main, Michel Tremblay, Compagnie Jean-Duceppe
- 1977 : Le Balcon, Jean Genet, Théätre du Nouveau Monde
- 1981 : Émilie ne sera plus jamais cueillie par l'anémone, Michel Garneau, Café de la Place
- 1983 : Oncle Vania, Anton Tchekhov, Théätre du Nouveau Monde
- 1989 : Les Grands Départs, Jacques Languirand, Théâtre d'Aujourd'hui
- 1990 : La Compagnie des animaux, René Gingras, Théâtre d'Aujourd'hui
- 1991 : Les Reines, Normand Chaurette, Théâtre d'Aujourd'hui
- 1991 : William S, Antonine Maillet, Théâtre du Rideau Vert
- 1992 : Sophie et Léon, Victor-Lévy Beaulieu, Caveau-Théâtre de Trois-Pistoles
- 1993 : Le Cerf-volant, Pan Bouyoucas, Théâtre d'Aujourd'hui
- 1996 : Les Divines, Denise Boucher, Théâtre d'Aujourd'hui
- 1998 : La Peau d'Élisa, Carole Fréchette, Théâtre d'Aujourd'hui
- 1999 : Stabat Mater II, Normand Chaurette, Théätre du Nouveau Monde
- 2001 : Six Personnages en quête d'auteur, Luigi Pirandello, Théâtre de Quat'Sous
- 2003 : Au bout du fil, Evelyne de la Chenelière, Théâtre de Quat'Sous
- 2006 : Tout comme elle, Louise Dupré et Brigitte Haentjens, Sibyllines
- 2008 : Bacchanale, Olivier Kemeid, Théâtre d'Aujourd'hui
- 2008 : Bob, René-Daniel Dubois, Théâtre d'Aujourd'hui

## Récompenses et nominations

### Récompenses
- 1982 - Prix Victor-Morin
- Trophée des Coopérants, dans le secteur de la culture,
- 1992 - Prix Gascon-Thomas, École nationale de théâtre du Canada

### Nominations
- 1991 - Officier de l'Ordre du Canada
- 2001 - Chevalier de l'Ordre national du Québec